# 조제프 카사부부
조제프 카사부부(프랑스어: Joseph Kasa-Vubu, 1915년경~1969년 3월 24일)는 콩고 민주 공화국의 정치인이자 초대 콩고민주공화국의 대통령이다.
당시 벨기에령 콩고 서부에서 태어난 조제프 카사부부는 1928년에서 1936년까지 로마가톨릭교회 선교사에게 교육받고서 교사가 되기까지 잠비아의 카브웨에 있던 기독교 신학교에서 신학과 철학을 배웠다.
콩고강 하류의 콩고인을 주체로 한 콩고인 동맹(ABAKO, 아바코)의 우두머리가 된 조제프 카사부부는, 콩고 민주 공화국이 1960년 6월 30일 벨기에에서 독립하면서 초대 대통령에 취임하였다.
그러나 보수 경향이 있는 대통령 조제프 카사부부와 국가주의 경향이 있는 총리 파트리스 루뭄바가 대립한 탓에 중앙 행정부의 기능이 정지되었고 신생 콩고는 정치상·군사상 분쟁과 분리 논자의 활동에 의해 혼란에 휩싸였다. 1960년 9월 5일 대통령 조제프 카사부부는 총리 파트리스 루뭄바를 경질하였는데 파트리스 루뭄바 내각에서도 대통령 조제프 카사부부의 해임을 결의하는 사태에 이르렀다.
교착 상태는 같은 해 9월 14일 육군의 모부투 세세 세코가 대통령 조제프 카사부부 측에 가담해 쿠데타로 권력을 장악해 종결됐다. 그후 총리 파트리스 루뭄바는 카탕가 주에서 분리 주의자에게 붙잡혀 살해됐다.
그 후에 대통령 조제프 카사부부는 약체화한 정권을 5년간에 걸쳐 계승했고 1964년 6월 카탕가 주의 독립 주의자인 모이즈 촘베를 수상으로 임명하면서 반정부 주의자에게 대항하고자 유럽인 용병의 투입을 인정했다. 1965년 11월 25일 모부투 세세 세코가 일으킨 2차 쿠데타로 대통령직에서 물러났다. 이후 4년간 가택연금 상태에 있다가 1969년 3월 24일 지병으로 사망했다.

## 역대 선거 결과
| 선거명      | 직책명                    | 대수 | 정당        | 득표율 | 득표수 | 결과 | 당락 |
| ----------- | ------------------------- | ---- | ----------- | ------ | ------ | ---- | ---- |
| 1960년 선거 | 콩고 민주 공화국의 대통령 | 1대  | 콩고인 동맹 | 78.71% | 159표  | 1위  |      |